# Пузина Костянтин
Костянти́н Пузи́на (1790–1850) — український поет родом зі Старої Гетьманщини, автор бурлескних творів, які писав у Санкт-Петербурзі.

## Біографія
Учився в Полтавській духовній семінарії, потім закінчив Петербурзьку духовну академію (1814) і був учителем духовної семінарії у Вологді.
1822 року постригся в ченці (під ім'ям Філадельф).
Помер у Видубецькому монастирі у Києві.

## Творчість
Писав українською і російською мовами, але вважав, що українці не повинні зрікатися рідної мови, навіть як вони живуть у далекому Петербурзі.
Більшість творів Пузина написав у петербурзький період життя. Це в дусі того часу вірші-поздоровлення з іменинами, відгуки на смерть тощо. Бурлескні за стилем вірші Пузини мають виразно демократичне спрямування, особливо прикметний з цього погляду головний його твір «Ода — малороссийский крестьянин», у якому автор стає на оборону українця проти станової сваволі. Ода «малороссийский крестьянин» написана в роки навчання К. Пузини в Петербурзькій духовній академії, де автор перебував у 1809—1814 роках. Надрукована вперше (не повністю) в журналі «Літературно-науковий вісник», 1909, № 1.
Біографія і література про Пузину у книзі Григорія Нудьги «Бурлеск і травестія в українській поезії першої половини XIX ст.» (К., 1959).